# Franck Lagorce
Franck Lagorce (Hay-les-Roses, 1 de setembro de 1968) é um ex-piloto de Fórmula 1 da França. Disputou dois GPs em 1994 pela Ligier, sem pontuar em ambos.

## Carreira

### Kart e Fórmulas Ford e Renault
Como outros pilotos, Lagorce começou a correr em provas de kart, aos 11 anos. Em sete anos, conquistou títulos nas principais categorias da modalidade (Infantl, Cadete e Júnior, onde foi bicampeão). No Mundial de Kart, o melhor que conseguiu foi um décimo lugar, em 1985.
Passou a correr em monopostos em 1987, quando foi segundo colocado no Volant Elkron, realizado no autódromo de Monthéry, em Paris.
Em 1988, Lagorce ingressa na Fórmula Ford de seu país, onde sae sagrou quinto colocado, mantendo-se na categoria no ano seguinte. Já em 1990, vai para a Fórmula  Renault, onde compete até 1992.

## Fórmula 3000
Lagorce estreou na Fórmula 3000 em 1993, pela equioe DAMS. Na primeira prova, em Donington, chega em oitavo lugar. Fracassa em se classificar para o GP da Alemanha, mas se redime ao conquistar a primeira de suas quatro vitórias na categoria, ocorrida justamente em território francês. Saldo da primeira temporada de Lagorce na F-7000: duas vitórias, dois pódios e uma não-classificação - a única dele na categoria. Foram, ao todo, 21 pontos, o que levaram o piloto ao quarto lugar. 
Permanece na F-3000 em 1994, agora pela equipe Apomatox, tendo como companheiro de escuderia o compatriota Emmanuel Clérico.
Tendo liderado boa parte da temporada (venceu mais duas provas, em Silverstone e em Hockenheim), Lagorce sentia a pressão de outro compatriota, Jean-Christophe Boullion, que ironicamente era seu sucessor na DAMS. Mesmo conquistando quatro pódios, Lagorce perdeu o título para Boullion por dois pontos (36 x 34). Isso despertou o interesse da Ligier, que o contratou para disputar os GP's do Japão e da Austrália.

## Carreira na F-1
Substituindo Johnny Herbert, que foi para a Benetton, Lagorce estreou na F-1 no GP do Japão, mas sua participação na corrida não durou mais que dez voltas, após sua Ligier bater na Minardi do italiano Pierluigi Martini.
Em Adelaide, ele tem um desempenho bem melhor que em Suzuka, chegando na 11ª (e última) posição numa prova vencida pelo inglês Nigel Mansell.
Lagorce permaneceu na Ligier em 1995, como piloto de testes. Sem chances na equipe, rescinde seu contrato ao final da temporada, e é contratado pela equipe Forti, também como testador. Com a falência da escuderia, o francês deixou a Fórmula 1.